# World Extreme Cagefighting
World Extreme Cagefighting (WEC) fue una promoción de artes marciales mixtas (MMA) estadounidense. Fue adquirida por Zuffa, LLC, la compañía matriz de la Ultimate Fighting Championship (UFC), en 2006. En su versión final, se compuso de tres categorías de peso: 135, 145 y 155 libras. Para dar cabida a los combatientes más pequeños, la jaula de WEC fue de 25 pies más de diámetro, 5 pies más pequeña que la jaula estándar de UFC.

## Historia
La organización se inició en el año 2001, por Scott Adams y Harris Reed. Entre 2001 y 2006, la mayor parte de sus eventos se llevaron a cabo en el Tachi Palace Hotel & Casino en Lemoore, California, y fue presentada en HDNet.
En diciembre de 2006, Zuffa compró WEC. Con la compra, WEC continuó como una promoción independiente con su propia lista de luchadores. Adams se conservó después de la compra como director de la organización. Harris y Adams fueron nombrados co-gerentes generales y eran activos en el nuevo WEC. En 2008, Sean Shelby fue nombrado el nuevo director para la promoción por parte de Zuffa.
Zuffa hizo varios cambios en la promoción después de la compra. Se suspendió su jaula pentagonal de una versión modificada de la jaula octogonal de la UFC. Los campeonatos de combatientes que fueron contratados luchadores de UFC fueron revocados. La promoción se trasladó a concentrarse en las clases de peso más ligero, abandonando sus divisiones de peso pesado y peso superpesado y sus campeonatos, y la retención de sus divisiones, dos divisiones de peso gallo y peso pluma no entonces presentes en el UFC. Después de la compra, varios eventos de WEC se celebraron en la ciudad natal de Zuffa de Las Vegas, Nevada, al igual que el UFC.
WEC transmitió sus eventos en vivo por Versus (anteriormente conocida como la red de la vida al aire libre y ahora como la Red de NBC Sports) en los Estados Unidos y en TSN (y más tarde The Score) en Canadá. El primer evento en vivo de WEC fue transmitido el 3 de junio de 2007 por Versus desde el The Joint del Hard Rock Hotel & Casino en Las Vegas.
Todd Harris fue el locutor en cada evento televisado por Versus de WEC, y fue acompañado por el excampeón peso pesado de UFC Frank Mir hasta la primavera de 2010, cuando Mir fue reemplazado por el peso semipesado de UFC Stephan Bonnar. Los combatientes de Zuffa Kenny Florian y Jens Pulver también han colaborado en los comentarios debido a las ausencias de Mir o Bonnar. Los locutores de UFC Mike Goldberg y Joe Rogan fueron solamente llamados para el evento de pay-per-view, WEC 48, en abril de 2010. Las entrevistas después de las pelea en las tarjetas Versus-televisados se realizaron típicamente ya sea Harris o por el periodista deportivo de Versus Craig Hummer.
Joe Martínez se desempeñó como locutor de Zuffa promoviendo eventos de WEC hasta abril de 2010, cuando abandonó la organización y fue reemplazado por el locutor de UFC Bruce Buffer. Sin embargo, Martínez retorno una sola vez en WEC 52 en noviembre de ese año Buffer estaba en el extranjero por un evento de UFC.

## Relación con UFC
Debido a su propiedad compartida de Zuffa, los aficionados y comentaristas han especulado continuamente sobre una unificación entre WEC y UFC, en particular las clases bajas de peso. La relación entre el WEC y UFC también se había complicado por sus asociaciones respectivas primarias con canales de televisión por cable, Versus y Spike, informó la revista Fight Magazine. El 28 de octubre de 2010, Dana White anunció la fusión con la UFC.

## Listado de Eventos[9]
| N.º | Evento                           |
| --- | -------------------------------- |
| 53  | WEC 53: Henderson vs Pettis      |
| 52  | WEC 52: Faber vs Mizugaki        |
| 51  | WEC 51: Aldo vs. Gamburyan       |
| 50  | WEC 50: Cruz vs Benavidez        |
| 49  | WEC 49: Varner vs Shalorus       |
| 48  | WEC 48: Aldo vs. Faber           |
| 47  | WEC 47: Bowles vs. Cruz          |
| 46  | WEC 46: Varner vs. Henderson     |
| 45  | WEC 45: Cerrone vs. Ratcliff     |
| 44  | WEC 44: Brown vs. Aldo           |
| 43  | WEC 43: Cerrone vs. Henderson    |
| 42  | WEC 42: Torres vs. Bowles        |
| 41  | WEC 41: Brown vs. Faber II       |
| 40  | WEC 40: Torres vs Mizugaki       |
| 39  | WEC 39: Brown vs. García         |
| 38  | WEC 38: Cerrone vs. Varner       |
| 37  | WEC 37: Torres vs Tapia          |
| 36  | WEC 36: Faber vs Brown           |
| 35  | WEC 35: Condit vs Miura          |
| 34  | WEC 34: Faber vs. Pulver         |
| 33  | WEC 33: Marshall vs Stann        |
| 32  | WEC 32: Condit vs Prater         |
| 31  | WEC 31: Faber vs Curran          |
| 30  | WEC 30: McCullough vs Crunkilton |
| 29  | WEC 29: Condit vs Larson         |
| 28  | WEC 28: Faber vs Farrar          |
| 27  | WEC 27: Marshall vs. McElfresh   |
| 26  | WEC 26: Condit vs Alessio        |
| 25  | WEC 25: McCullough vs Cope       |
| 24  | WEC 24: Full Force               |
| 23  | WEC 23: Hot August Fights        |
| 22  | WEC 22 : The Hitman              |
| 21  | WEC 21: Tapout                   |
| 20  | WEC 20: Cinco de Mayhem          |
| 19  | WEC 19: Undisputed               |
| 18  | WEC 18: Unfinished Business      |
| 17  | WEC 17: Halloween Fury 4         |
| 16  | WEC 16: Clash of the Titans 2    |
| 15  | WEC 15: Judgement Day            |
| 14  | WEC 14: Vengeance                |
| 13  | WEC 13: Heavyweight Explosion    |
| 12  | WEC 12: Halloween Fury 3         |
| 11  | WEC 11: Evolution                |
| 10  | WEC 10: Bragging Rights          |
| 09  | WEC 09: Cold Blooded             |
| 08  | WEC 08: Halloween Fury 2         |
| 07  | WEC 07: This Time It's Personal  |
| 06  | WEC 06: Return of a Legend       |
| 05  | WEC 05: Halloween Havoc          |
| 04  | WEC 04: Rumble Under the Sun     |
| 03  | WEC 03: All or Nothing           |
| 02  | WEC 02: Clash of the Titans      |
| 01  | WEC 01: Princes of Pain          |